# Vuurmond

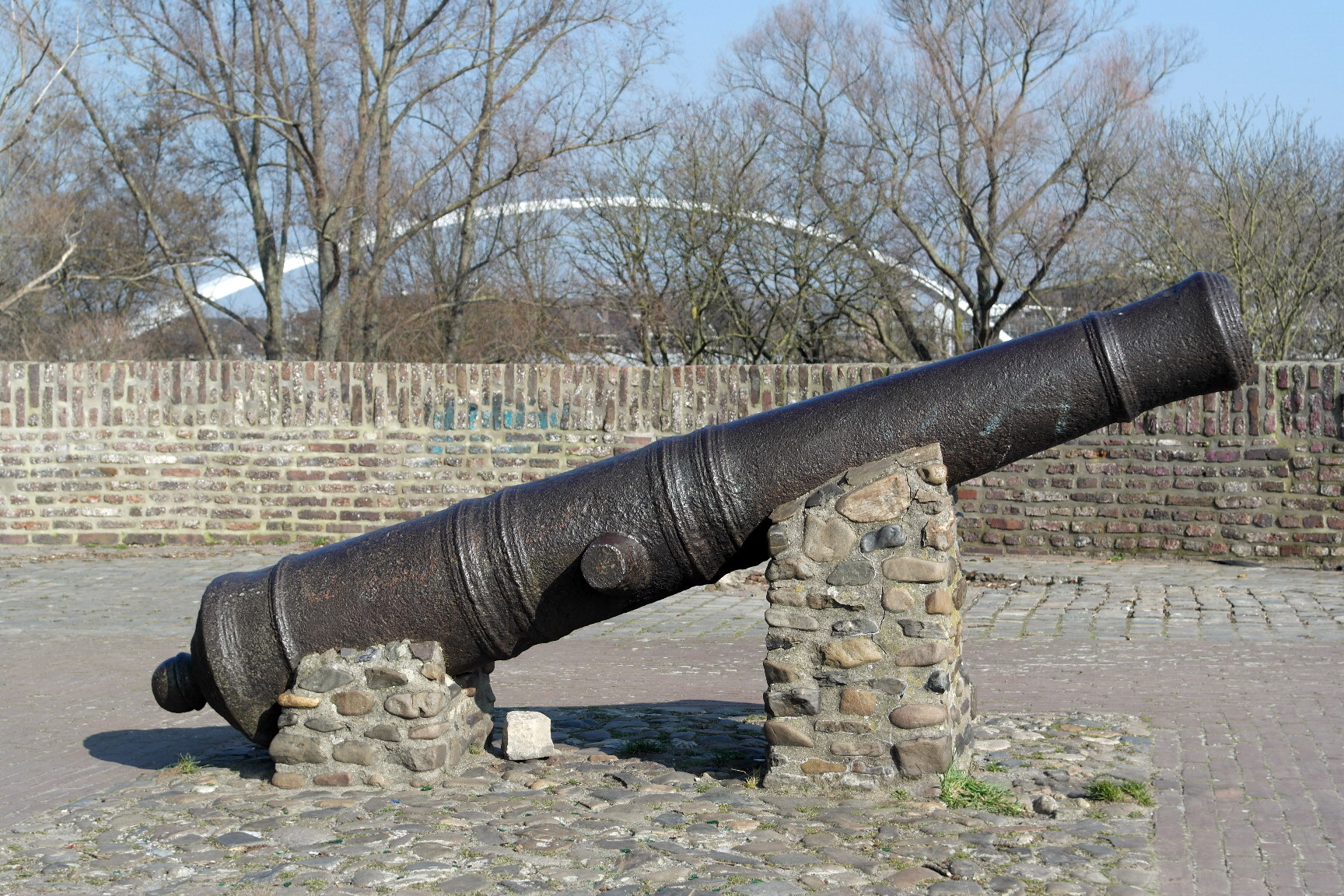
Vuurmond op een gemetseld voetstuk op het rondeel De Vijf Koppen in Maastricht

Een vuurmond is het schietend gedeelte van een vuurwapen, meestal van een grootkaliber vuurwapen, zoals een kanon of mortier. Een kanon bestaat meestal uit een onderstel of affuit met daarop een vuurmond.
Een vuurmond is onderdeel van een klassiek vuurwapen (ook van klein kaliber). Het uitwendige van een moderne vuurmond bestaat uit: de schietbuis of loop (vuurwapen), de monding van de loop en de kulas (sluitstuk). Inwendig onderscheidt men de verbrandingskamer, overgangskegel en de forceerkegel.
Vuurleiding voor grote vuurwapens zorgt ervoor dat doelwitten accurater worden getroffen.